# Giovan Battista Fabbri
Giovan Battista Fabbri (* 8. März 1926 in San Pietro in Casale; † 3. Juni 2015 in Ferrara) war ein italienischer Fußballspieler und späterer -trainer. Als Aktiver nicht großartig in Erscheinung getreten, führte er als Trainer die Mannschaft von Lanerossi Vicenza zur Vizemeisterschaft. Weiterhin coachte er unter anderem den FC Varese, Ascoli Calcio und den AC Cesena.

## Spielerkarriere
Giovan Battista Fabbri, geboren 1926 in der Stadt San Pietro in Casale, mit heutzutage etwa 12.000 Einwohnern in der emilianischen Provinz Bologna gelegen, begann mit dem Fußballspielen bei der US Centese, wo er von 1945 bis 1947 unter Vertrag stand. Im Rahmen der Serie C kam er hier zu 33 Ligaspielen mit vierzehn Treffern und verhalf seinem Verein im Jahre 1947 auch entscheidend zum ersten und bis heute einzigen Aufstieg in die Serie B. Dort konnte sich Centese jedoch nicht halten und stieg sofort wieder ab und bis heute nicht wieder auf.
Fabbri schloss sich im Sommer 1947 dem FC Modena an, der damals erstklassig spielte. In Modena machte der Angreifer in zwei Jahren zwischen 1947 und 1949 insgesamt 37 Ligaspiele, kam allerdings nur auf eine Quote von sechs Torerfolgen. In der Serie A 1947/48 gehörte Giovan Battista Fabbri zur Mannschaft des FC Modena, die mit Platz sechs die zweitbeste Erstligaplatzierung der Vereinsgeschichte erzielen konnte. Ein Jahr darauf lief es dann aber erheblich schlechter für den emilianischen Klub, man wurde in der Serie A 1948/49 nur Vorletzter mit einem Rückstand von einem Punkt auf das rettende Ufer, belegt vom AS Bari, was den Abstieg in die Serie B zur Folge hatte. Fabbri verließ den FC Modena daraufhin und wechselte nach Sizilien zum FC Messina. Nach dem Aufstieg in die Serie B 1950 als Meister der Serie C verbrachte Messina die folgenden dreizehn Jahre in der Serie B, wovon fünf mit der Beteiligung von Giovan Battista Fabbri stattfanden. In diesen Jahren kratzte der Verein erstmals nah am Aufstieg in die Serie A, scheiterte jedoch noch. Dieser sollte erst im Sommer 1963 erstmals erreicht werden. Giovan Battista Fabbri machte zwischen 1949 und 1955 insgesamt 157 Ligaspiele für den FC Messina, in denen ihm 21 Treffer gelangen.
Ab 1955 spielte Fabbri ein Jahr bei SPAL Ferrara in der Serie A, wo man einen ansprechenden neunten Tabellenplatz belegen konnte. Fabbri steuerte dazu 24 Einsätze und ein Tor bei. Nach diesem einen Jahr spielte er ein weiteres Jahr beim AC Pavia und machte dort in der dritten Liga 31 Partien mit fünf Treffern. Nach dem Zwangsabstieg von Pavia nach Ende der Saison 1956/57 ging Giovan Battista Fabbri zum FC Varese, wo er die restlichen zwei Jahre seiner Spielerkarriere aktiv war. Varese, damals viertklassig, gelang mit Giovan Battista Fabbri der Sprung in die Serie C, wo sich die Mannschaft etablieren konnte. Parallel zu seinem Spielerdasein in Varese war Fabbri hier auch Trainer und hatte in dieser Funktion seine erste Station im Norden Italiens. 1959 endete sein Engagement sowohl als Spieler als auch als Trainer beim FC Varese.

## Trainerkarriere
Nach erstem Erfolg mit dem FC Varese arbeitete Giovan Battista Fabbri in der Folge einige Jahre in der Jugendarbeit. So war er von 1959 bis 1963 Jugendtrainer beim AC Turin, von 1963 bis 1964 sowie von 1964 bis 1969 bei SPAL Ferrara und von 1970 bis 1971 beim AC Cesena Trainer der jungen Spieler. Dazwischen fallen zwei kurzzeitige Engagements als Trainer der ersten Mannschaft von SPAL Ferrara, die aber nur interimsmäßig waren. 1971 übernahm Fabbri den AC Sangiovannese als Coach und stieg mit der Mannschaft in die Serie D ab. Danach wurde er von 1972 bis 1973 Trainer von Giulianova Calcio, wo der Aufstieg in die Serie B nur knapp verpasst wurde. Ähnlich ist seine ebenso einjährige Amtszeit beim AS Livorno zu beschreiben. 1974 übernahm Giovan Battista Fabbri das Traineramt beim FC Piacenza. Als Erster der Girona A der Serie C 1974/75 führte Fabbri seine Mannschaft in die zweite Liga, musste jedoch nur ein Jahr später den direkten Wiederabstieg hinnehmen.
Dennoch wurde Giovan Battista Fabbri im Sommer 1976 von Traditionsverein und Serie-A-Dauergast Lanerossi Vicenza als Trainer unter Vertrag genommen, wo er seine mit Abstand erfolgreichste Zeit als Fußballlehrer verbrachte. Mit Lanerossi Vicenza stieg Fabbri als Tabellenerster der Serie B 1976/77 mit einem Vorsprung von zwei Zählern vor Atalanta Bergamo wieder in die Serie A auf, aus der man zwei Jahre zuvor erstmals seit 1955 abgestiegen war. Und der Aufsteiger aus Vicenza entwickelte sich zu einer richtigen Überraschung. Mit Akteuren wie dem jungen Angreifer Paolo Rossi, dessen Sturmkollege Massimo Briaschi oder Abwehrspieler Luciano Marangon spielte Lanerossi eine sensationelle Saison und belegte am Ende der Spielzeit den zweiten Platz in der Serie A 1977/78, mit einem Rückstand von nur fünf Punkten auf den neuen und alten italienischen Meister Juventus Turin. Bis heute stellt diese Saison die beste Platzierung in der Vereinsgeschichte des heutigen Vicenza Calcio dar. In Hinblick auf die überraschende Leistung ist in diesem Zusammenhang auch oft von Vicenza dei Miracoli, dem Wunder von Vicenza, die Rede. Oft wird auch von Real Vicenza gesprochen. In Anlehnung an diese Vizemeistersaison 1977/78 gründete sich 2010 ein Verein namens Real Vicenza, der mittlerweile bis in die dritte italienische Liga vorgedrungen ist. Dabei stellte Lanerossi Vicenza mit 50 Saisontreffern die beste Offensive der Liga und mit Paolo Rossi (24 Treffer) den Torschützenkönig, der von Vicenza aus seine erfolgreiche Laufbahn startete. Allerdings gelang es Lanerossi Vicenza im Folgejahr nicht im Ansatz, diese Leistungen zu wiederholen. Ähnlich wie der AC Perugia von Ilario Castagner sackte auch Vicenza nach der Vizemeisterschaft schnell wieder ab, wobei diese Entwicklung bei Lanerossi noch schneller als in Perugia ging. Mit nur 24 Punkten in der Serie A 1978/79 rutschte man erst am letzten Spieltag durch eine Niederlage gegen Atalanta Bergamo und einen zeitgleichen Punktgewinn des FC Bologna auf einen Abstiegsplatz. Nur ein Jahr nach der Vizemeisterschaft fand sich Lanerossi Vicenza also wieder in der Serie B wieder. Und es sollte bis 1986 dauern, bis noch einmal ein kurzes Erstligaintermezzo für Lanerossi Vicenza folgte.
Giovan Battista Fabbri verließ Vicenza nach dem Abstieg in die Serie B und wurde neuer Trainer des Erstligisten Ascoli Calcio. Hier gelang ihm eine ähnliche Überraschung wie mit Lanerossi Vicenza, man beendete die Serie A 1979/80 auf einem starken vierten Tabellenrang und verpasste den Europapokal nur um einen Punkt gegenüber Torino Calcio. Ein Jahr später krebste Ascoli im Tabellenkeller herum und Fabbri wurde etwa zur Hälfte der Spielzeit durch Carlo Mazzone ersetzt. 1981 übernahm Giovan Battista Fabbri beim AC Cesena von Aufstiegstrainer Osvaldo Bagnoli, betreute die Mannschaft aber wieder nur ein halbes Jahr. Dann folgte seine Entlassung, Vereinsurgestein Renato Lucchi übernahm und führte Cesena zum sicheren Klassenerhalt.
So langsam verabschiedete sich Giovan Battista Fabbri nun von der großen Fußballbühne. In den nächsten Jahren folgten zahlreiche Engagements in der Serie B, C oder noch tiefer. So trainierte er unter anderem von 1982 bis 1983 den AC Reggiana, von 1985 bis 1986 die US Foggia oder 1987 kurz den abgerutschten FC Bologna. Einzige Erstligatätigkeit in dieser Zeit war eine Anstellung bei Catania Calcio, wo er zur Hälfte der Saison 1983/84 von Gianni Di Marzio übernahm, den Abstieg aber auch nicht vermeiden konnte. Seine letzte Station im italienischen Fußball hatte Giovan Battista Fabbri schließlich von 1990 bis 1993 als technischer Direktor bei SPAL Ferrara, wo ihm zusammen mit Trainer Gian Cesare Discepoli der Aufstieg in die Serie B glückte. Aus dieser stieg man dann aber sogleich wieder ab. Nach Ende der Zweitligasaison 1992/93 endete die lange Trainerlaufbahn von Giovan Battista Fabbri schließlich im Alter von 67 Jahren.

## Erfolge

### Als Spieler
- Serie C: 1×

1949/50 mit dem FC Messina

### Als Trainer
- Italienische Vizemeisterschaft: 1×

1977/78 mit Lanerossi Vicenza
- Serie B: 1×

1976/77 mit Lanerossi Vicenza
- Serie C: 1×

1975/75 mit dem FC Piacenza
- Serie C1: 2×

1984/85 mit der US Catanzaro
1991/92 mit SPAL Ferrara
- Italienischer Trainer des Jahres: 1×

1977/78 als Coach von Lanerossi Vicenza